# Universidad para el Desarrollo Andino
La Universidad para el Desarrollo Andino (siglas: UDEA) es una universidad peruana, ubicada en la ciudad de Lircay en el departamento de Huancavelica. Fue fundada en 1998. Actualmente, 330 alumnos estudian en la UDEA, formándose en las escuelas profesionales de Educación Inicial, Primaria y Secundaria; Ciencias Agrarias e Ingeniería Informática; bajo la tutela de 45 profesores que trabajan en nuestras nueve aulas y siete laboratorios completamente equipados. La UDEA está orientada al desarrollo científico y tecnológico bilingüe, incentivando la investigación local, regional e internacional. Primera Universidad bilingüe (Quechua - Español).

## Facultades
La Universidad para el Desarrollo Andino existen 2 facultades.
| Facultad                                    |                                                                                            |
| ------------------------------------------- | ------------------------------------------------------------------------------------------ |
| Facultad de Ciencias e Ingeniería           | Ingeniería Informática Ciencias Agrarias                                                   |
| Facultad de Humanidades y Ciencias Sociales | Educación Inicial y Bilingüe Educación Primaria y Bilingüe Educación Secundaria y Bilingüe |

## Rankings académicos
En los últimos años se ha generalizado el uso de rankings universitarios internacionales para evaluar el desempeño de las universidades a nivel nacional y mundial; siendo estos rankings clasificaciones académicas que ubican a las instituciones de acuerdo a una metodología científica de tipo bibliométrica que incluye criterios objetivos medibles y reproducibles, tomando en cuenta por ejemplo: la reputación académica, la reputación de empleabilidad para los egresantes, la citas de investigación a sus repositorios y su impacto en la web. Del total de 92 universidades licenciadas en el Perú, la Universidad para el Desarrollo Andino se ha ubicado regularmente dentro del tercio inferior a nivel nacional en determinados rankings universitarios internacionales.